# Василисино (Гагаринский район)
Василисино — станция в Гагаринском районе Смоленской области России. Входит в состав Потаповского сельского поселения. Население — 10 жителей (2007). 
Расположена в северо-восточной части области в 8 км к юго-западу от Гагарина, в 10 км севернее автодороги М1 «Беларусь». В 0,1 км южнее населённого пункта расположена железнодорожная станция Василисино на линии Москва — Минск. 

## История
Названа в честь Василисы Кожиной, сельской старостихи и героини Отечественной войны 1812 года.
В годы Великой Отечественной войны станция была оккупирована гитлеровскими войсками в октябре 1941 года, освобождена в марте 1943 года.